# Война за галицко-волынское наследство
Война за галицко-волынское наследство — серия вооружённых конфликтов между Королевством Польским и Великим княжеством Литовским за обладание территорией ослабевшего Галицко-Волынского княжества (распалось в ходе войны в 1349) с 1340 по 1392 год, на которое они предъявляли династические претензии .

## Предпосылки
С XI века монархи королевства Польского, королевства Венгерского и позднее Великого княжества Литовского боролись за стратегически важные регионы Галицию и Волынь, однако эти территории оставались в составе Киевской Руси. К XIII веку в Галиции и Волыни образовалось Галицко-Волынское княжество (лат. Regnum Rusiae — Королевство Русское). В ходе борьбы за власть после смерти первого галицко-волынского князя Романа Мстиславича (1205) соседям Руси удавалось ненадолго оккупировать разные районы княжества, а венгерские королевичи Коломан и Андрей княжили в Галиче. А после утверждения династии Романовичей (1239) соседи княжества сами оказались перед необходимостью обороны (в том числе от совместных галицко-ордынских походов) и потеряли приграничные земли.
Новый рост территории княжества (на юг и восток) был связан с падением улуса Ногая (1300), но к весне 1323 года относится смерть Льва и Андрея Юрьевичей (по одной из версий, они погибли в борьбе с Ордой), и в том же году поляки вторглись в Галицию, а Гедимин впервые ненадолго присоединил Волынь. В 1324 году он выиграл битву на Ирпени и захватил Киев. Галицко-волынским князем стал наследник Романовичей по женской линии (сын Марии Юрьевны и сохачевско-черского князя Тройдена Болеславича) Юрий II Болеслав из династии Пястов. 7 апреля 1340 года он был отравлен галицкими боярами за насаждение католичества.
Смертью Юрия-Борислава воспользовался польский король Казимир III. Он оказался готовым к такому развитию событий, на первое сообщение о смерти «короля Малой Руси» явился с своим войском и захватил Львов. Как отмечает Войтович, для сбора такого войска в те времена нужно было потратить несколько месяцев. Смерть Юрия-Борислава дала возможность Казимиру III как близкому родственнику мазовецких князей претендовать на галицко-волынский престол. Начиная с 1346 года король польский Казимир III добавил в свой королевский титул претензионный монарший домен, что он «пан и дедыч Руской земли». Княжий престол оказался пустым. Его желали занять родственники Романовичей — король Польши и Великий князь Литовский. Казимир III, польский король, доказывал свою правоту тем, что он принадлежал к династии Пястов, из которой происходил отравленный монарх. У Любарта Гедиминовича, литовского князя, были свои аргументы: его первая жена была дочерью галицко-волынского князя Андрея Юрьевича. В спор на стороне поляков вмешалось Венгерское королевство, короли которого были тесно связаны династическими браками с монаршим домом Романовичей и давно хотели занять Галицкое королевство. Еще в 1205 г., после внезапной смерти Романа Мстиславича, венгерский король Андраш II был коронован Папой Римским королём Галиции и Лодомерии (лат. Dei gratia, Hungariae, Dalmatiae Croatiae, Romae, Seruiae, Galliciae, Lodomeriaeque rex). Венгерские короли, имевшие на тот момент самые большие права на галицко-волынский престол, не признавали польских претензий на галицко-волынское наследство. Конфликт был разрешён после смерти Казимира Великого: в 1370 году Людовик I, как сын сестры бездетного Казимира, беспрепятственно получил польскую и галицкие короны. Таким образом, пределы соединённых владений Людовика I простирались от Балкан до Балтийского моря и от Чёрного моря до Адриатического. По его дочери Ядвиге, которая стала польской королевой, Галицкое королевство отошло к династии Гедиминовичей (ветвь Ягеллонов).
До войны монархи Галицко-Волынской Руси, Литвы, Польши и Венгрии имели общие семейные связи и их страны находились в союзах. После смерти в 1339 году Альдоны Анны, жены Казимира III, которая приходилась Гедимину дочерью, и смерти самого Гедимина в 1341 году союз между Великим княжеством Литовским и Польским королевством распался.

## Ход войны

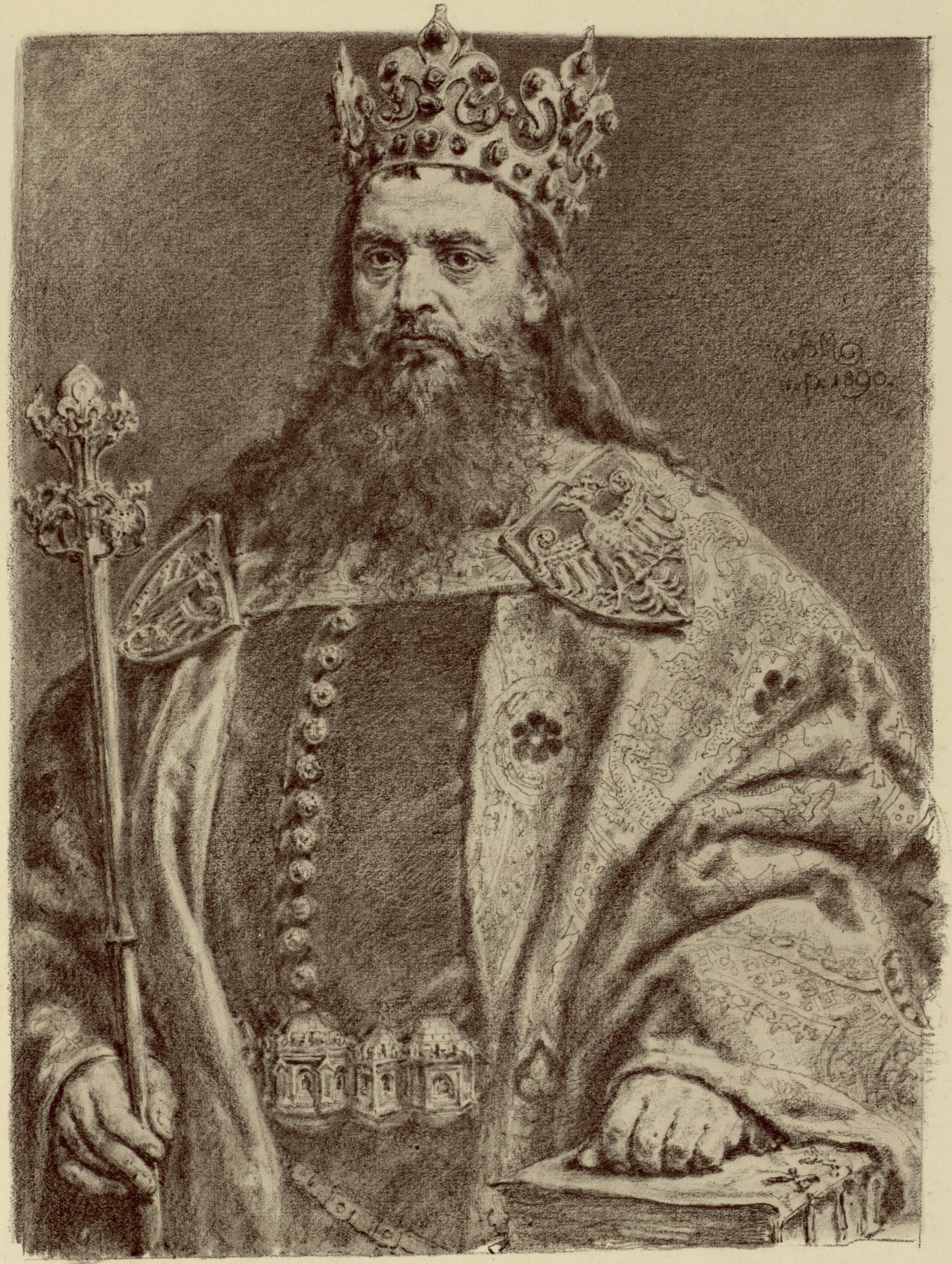
Польский король Казимир III

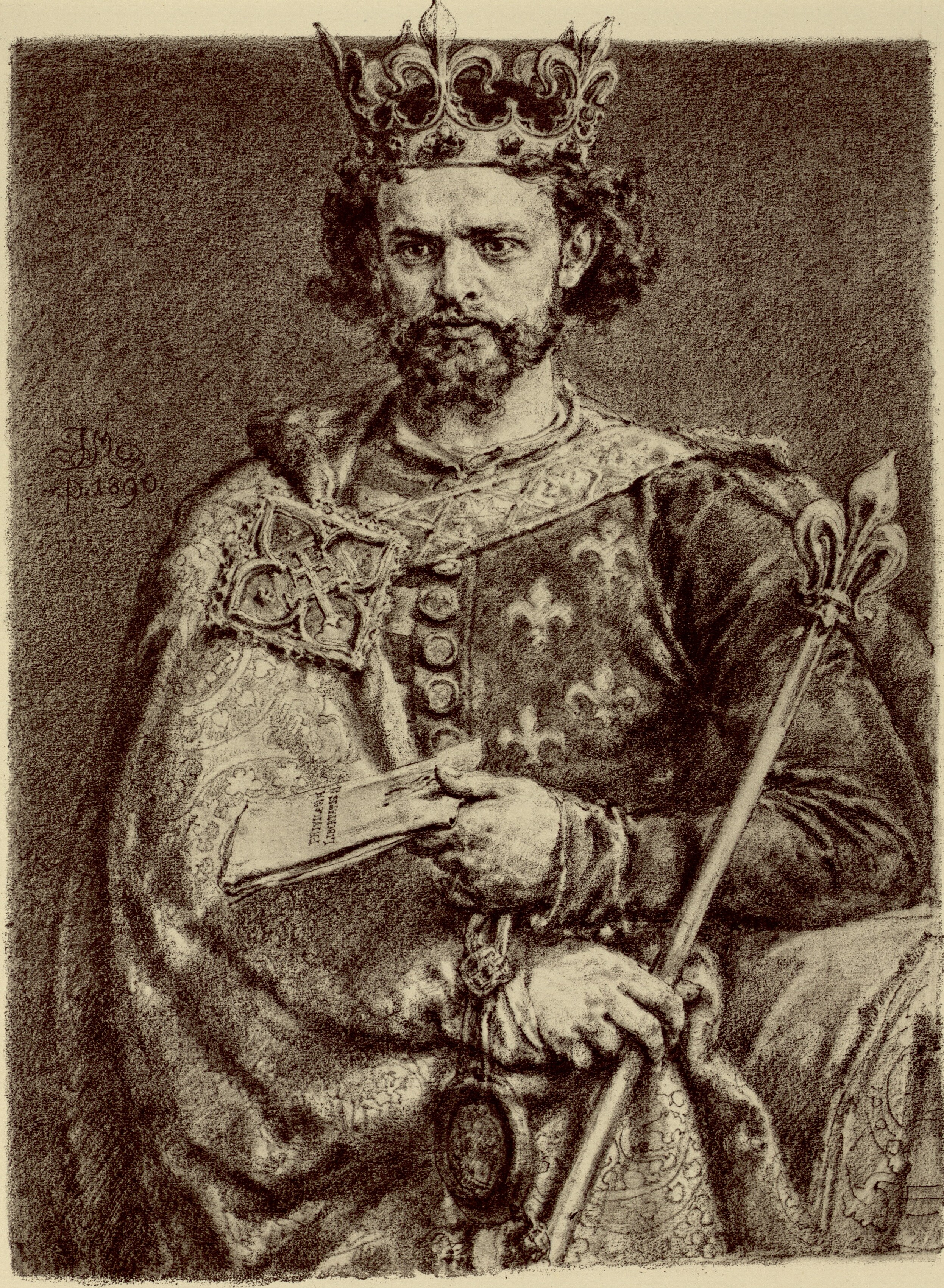
Король Венгрии Людовик I Великий

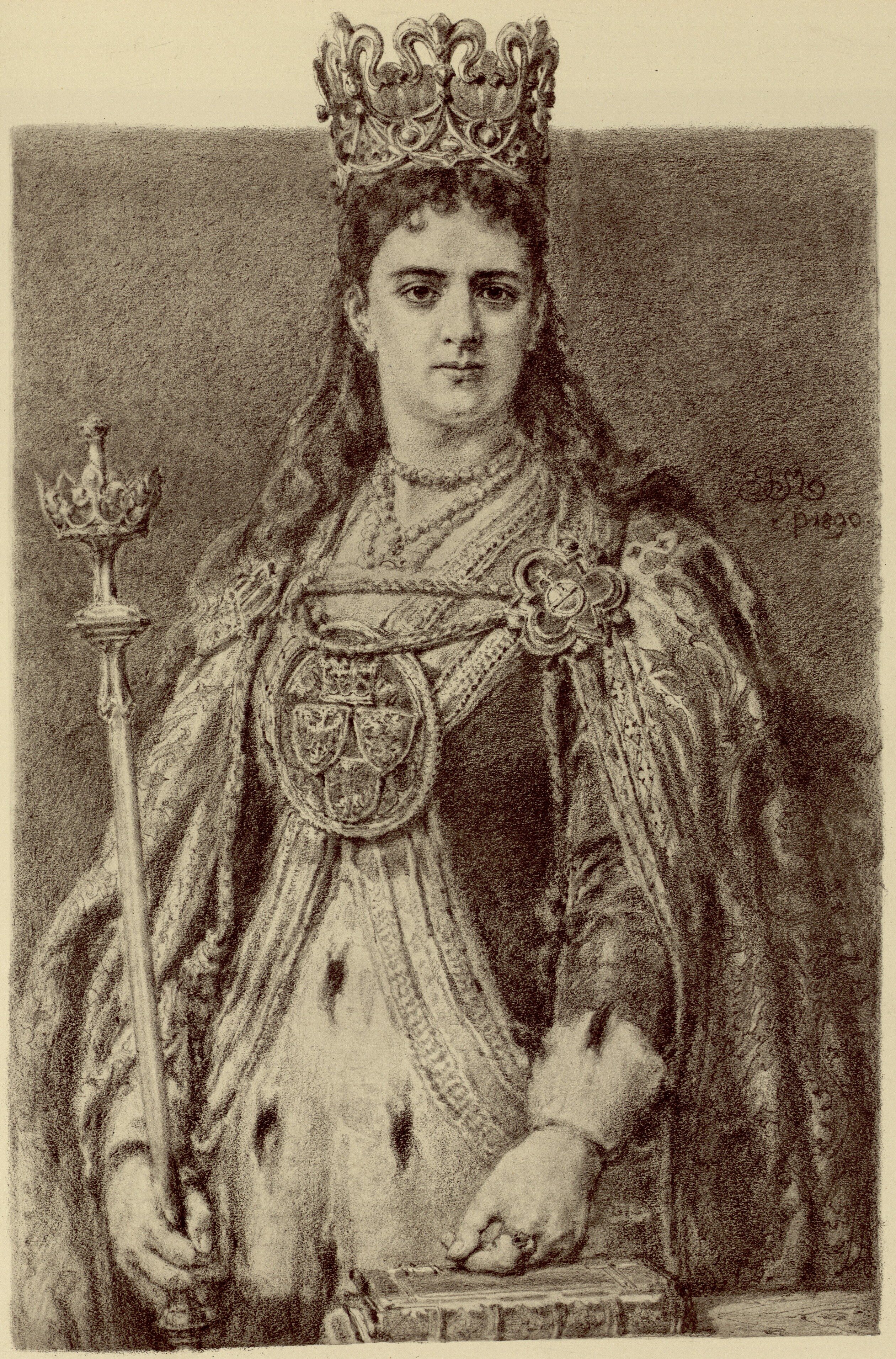
Королева Польши Ядвига

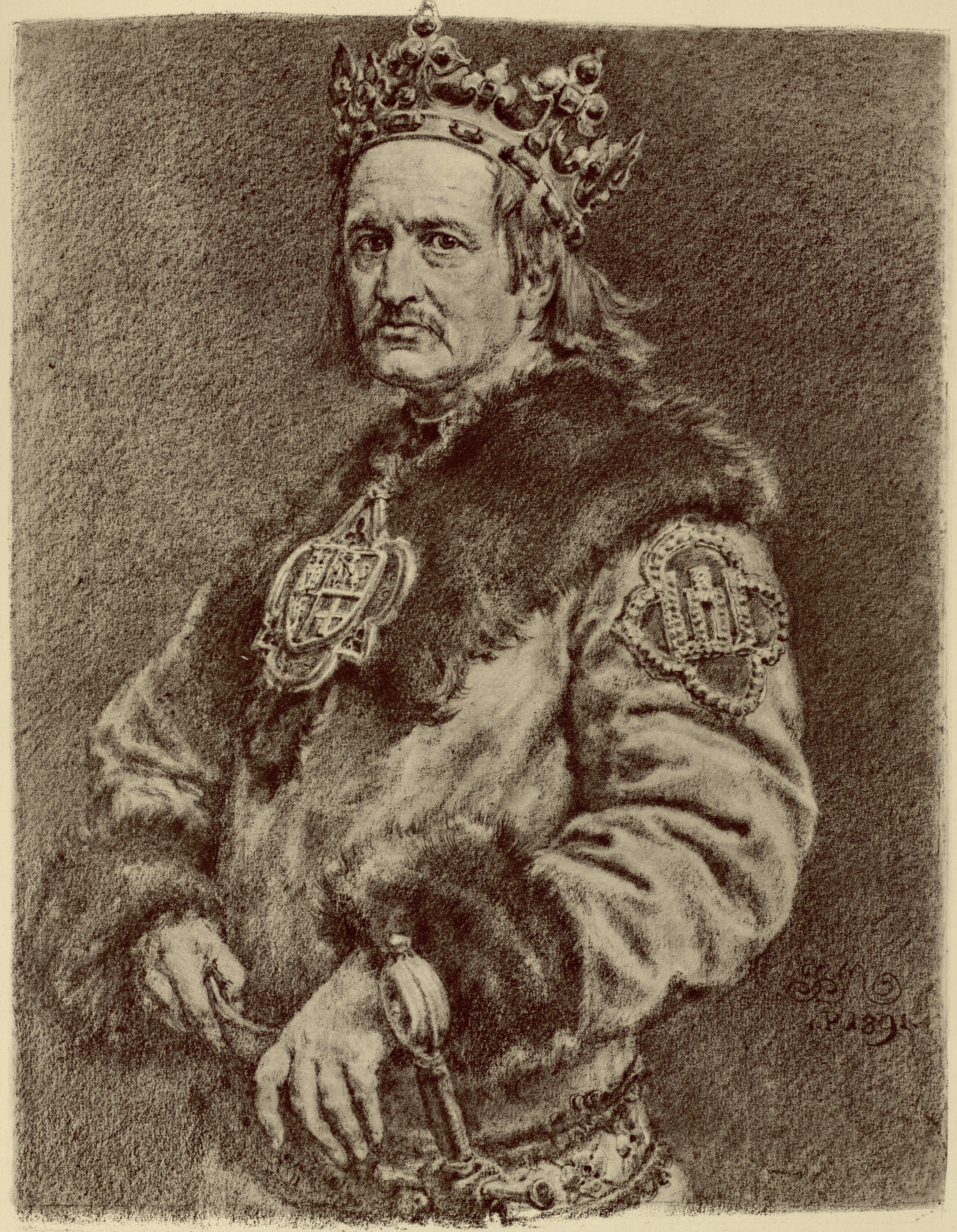
Великий князь литовский Ягайло

### Первый этап
В 1340 году Любарт Гедиминович занял престол князя Волыни, а в Галиции пришли к власти местные бояре, объявив своим новым князем Дмитрия Дядька. Несмотря на это, Любарт продолжал именовать себя галицко-волынским князем, а Дядько употреблял домен — «староста земли Руской».
Тем временем Казимир III, польский король, напал на Галицию и занял многие города, в том числе Львов и Перемышль, заставив Дмитрия Дядька признать вассальную зависимость от него. Однако Дядько через некоторое время вновь начал проявлять самостоятельность с целью обрести независимость. Он заключил союз с Золотой Ордой и Литвой и в 1341 году совершил успешный поход в Польшу при поддержке монголов и Любарта. В результате Любарт захватил такие города, как Белз, Владимир и Кременец. Однако в результате предательства он попал в руки к Казимиру. Из плена его освободил родной брат Кейстут Гедиминович. На протяжении нескольких лет братья контролировали и защищали отбитые у Польши города, а после смерти Дядька — и большую часть Галиции, которая официально перешла к ним. В 1344 году был подписан мир, по которому поляки признавали власть литовцев на Волыни и в большей части Галиции, в обмен на что литовцы обязывались помочь Польше в походе на Ратиборское княжество в 1345 году.

### Второй этап
Однако в 1348 году Казимир заключил договоры с чехами, Тевтонским орденом и Золотой Ордой, и в 1349 году вновь начал войну, воспользовавшись поражением литовских войск от крестоносцев в битве над Стравой. Он направил свои войска на Волынь и почти полностью занял её (Луцк и Подолье остались в руках литовцев), но как только из ненадобности он распустил часть войск по домам, Кейстут и Любарт, заручившись поддержкой великого князя московского Семёна Ивановича Гордого, вновь заняли Волынь, Холмщину и Белз, изгнав оттуда поляков в 1350 году и захватив дополнительные территории.
В том же году снова был подписан мир, по которому противники вновь разделили спорные территории: литовцам досталась Волынь с Белзом и Холмом, а полякам — вся Галиция.
Но и новый мир недолго продержался — Литва захотела присоединить к себе Галицию, и в том же 1350 году боевые действия возобновились. Литовские войска вторглись на территорию Польши, в ответ на что поляки и венгры, тоже заинтересованные в обладании регионом, совершили нападение на Волынь в 1351 и 1352 годах. К новым территориальным изменениям эти военные действия не привели.
24 июня 1355 года был подписан третий по счёту мир, по которому Польша получала Галицию, Перемышльщину и Надсанье, а Литва — Волынь, Берестейщину и Холмщину. Город Кременец на Волыни считался общим владением обеих монархий. Фактически новый мир сохранял статус-кво 1360 года, что не удовлетворяло литовцев.
В 1366 война возобновилась. Поляки снова, хорошо подготовившись, напали на Волынь и за короткий срок захватили Холм, Белз, Владимир и Луцк, заставив подписать литовцев уже четвёртый по счёту мирный договор. По новому договору Любарт получал лишь Луцкую землю и часть Владимирской, а Казимир — всю остальную часть Волыни и Галицию. Управление Волынью Казимир получил князю Александру Кориатовичу.

### Третий этап
В 1370 году король Польши Казимир III умер. Этим воспользовались литовские князья, атаковав контролируемые поляками земли Волыни. В результате Александр Кориатович и Юрий Наримунтович, два литовских князя, служивших полякам, перешли на сторону Литвы, а сама Литва завоевала всю Волынь. Тем временем в Польше появился новый король — Людовик I Великий, ему также подчинялась Венгрия.
Людовик в 1377 году организовал поход против литовцев. В результате Литва потеряла Белз, Холм и Городло. Согласно новому перемирию, литовский князь Любарт признавал себя вассалом Людовика, благодаря чему закрепил за собой всю Волынь, а власть над Галицией формально признавалась за Владиславом Опольским, тоже вассалом Людовика, хотя фактически Галицию контролировала венгерская администрация.
В 1382, после смерти Людовика, Любарт не решился начать новую войну, а просто выкупил свои города (Олекско, Городло, Лопатин, Кременец, Перемышль и Сесрятин) у венгерских старост.
В 1385 году Польша и Литва заключили Кревскую унию путём брака польской королевы Ядвиги и литовского князя Ягайла. Это сделало невозможными войны между государствами и сделало Великое княжество Литовское зависимым от Польши. В 1387 Ядвига совершила в Галицию поход, изгнала венгров и присоединила эту территорию к польской монархии.
После смерти Любарта Ягайло отобрал у его сына Фёдора часть княжества, заново перераспределив территории бывшего Галицко-Волынского княжества в пользу Витовта. Фёдор в 1387 году потерял Луцкую землю, а в 1390 —Владимирскую. Территориальные изменения, закрепившие за поляками Галицию, а за литовцами Волынь, были утверждены островским соглашением 1392 года, которое подписали Ягайло и Витовт.

## Итог
В результате длительной, пятидесятидвухлетней войны, земли Галицко-Волынского княжества были разделены между его соседями — Польшей и Литвой. Польское королевство получило часть Галиции с городами Галичем и Львовом, Подляшье, Люблин и южные земли Подолья, а также часть Волыни с городами Белзом и Холмом, а Великое Княжество Литовское — Волынь с Владимиром и Луцком, часть Подолья. В 1431 году Фёдору Любартовичу удалось вернуться на княжение во Владимир-Волынский, однако вскоре князь умер. В 1434 году волынским князем стал сын литовского князя Ольгерда Свидригайло. Волынь была одним из опорных пунктов в его борьбе за власть. В 1440 году Казимир IV признал власть Свидригайло на Волыни. После смерти последнего в 1452 году Волынь была присоединена к ВКЛ. Такой раздел сохранялся до 1569 года, когда была подписана Люблинская уния.
Галицко-Волынское княжество прекратило своё существование как единое политическое целое. Польша в скором времени упразднила Галицкое княжество, попавшее в её состав, создав на его территории Русское воеводство польской короны, а Литва объединила подконтрольные ей территории бывшего княжества в Волынское воеводство.
Интересно, что хотя княжество было разделено между Литвой и Польшей, титул королей «Галиции и Владимирии» закрепился за польско-венгерской Анжуйской династией, после разделов Речи Посполитой использовался Габсбургами — «король Галиции и Лодомерии» (лат. Regnum Galiciae et Lodomeriae, нем. Königreich Galizien und Lodomerien; пол. Królestwo Galicji i Lodomerii; укр. Королівство Галичини та Володимирії), польские короли использовали в своем монаршем домене приставку «Червоной Руси» и просто «Руси», а литовские великие князья титуловались с конца XIV в. «Литвы и Руси».